# Bunodeopsis strumosa
Bunodeopsis strumosa is een zeeanemonensoort uit de familie Boloceroididae.
Bunodeopsis strumosa is voor het eerst wetenschappelijk beschreven door Andrès in 1881.
1. ↑  (en) Bunodeopsis strumosa op de IUCN Red List of Threatened Species.